# Sesia himachalensis
Sesia himachalensis is een vlinder uit de familie wespvlinders (Sesiidae), onderfamilie Sesiinae.
Sesia himachalensis is voor het eerst wetenschappelijk beschreven door Kallies & de Freina in 2009. De soort komt voor in het Palearctisch gebied.